# Tortuosamine
La tortuosamine est un alcaloïde trouvé dans Sceletium tortuosum où c'est l'énantiomère R qui est présent. Elle consiste en une 5,6,7,8-tétrahydroquinoléine dans laquelle l'atome d'hydrogène en position 6 est substitué par un groupe 3-azabutyle et un groupe 3,4-diméthoxyphényle en configuration R ou S.